# Erepsia polita
Erepsia polita är en isörtsväxtart som först beskrevs av L. Bol., och fick sitt nu gällande namn av L. Bol. Erepsia polita ingår i släktet Erepsia och familjen isörtsväxter. Inga underarter finns listade i Catalogue of Life.